# Xpress Air
Xpress Air – nieistniejąca indonezyjska linia lotnicza z siedzibą w Dżakarcie. Została założona w 2003, w 2021 linia zaprzestała wszelkiej działalności.